# Bohuslav Hřímalý
Bohuslav Hřímalý, křtěný Bohuslav Ferdinand Václav, (18. dubna 1848 Plzeň – 11. října 1894 Helsinky, Finské velkoknížectví) byl český houslista, hudební skladatel a dirigent.

## Život
Narodil se v Plzni do rodiny varhaníka a hudebního skladatele Vojtěcha Hřímalého. V letech 1858–1864 studoval na pražské konzervatoři hru na housle u Mořice Mildnera. V roce 1868 nastoupil jako sekundista do orchestru Prozatímního divadla v Praze. Roku 1872 po odchodu Antonína Dvořáka se přesunul na post violisty. V letech 1872–1874 působil jako dirigent Švandova divadla v Plzni a na pražském Smíchově. Od roku 1872 také vystupoval se svými bratry ve smyčcovém Kvartetu bratří Hřímalých. Kvarteno vystupovalo ve složení: Jan - první housle, Vojtěch - druhé housle, Jaromír - violoncello a Bohumil - viola). V roce 1873 vystupoval coby hráč na violu v klavírním kvintetu, které účinkovalo ve složení: Antonín Bennewitz - první housle, František Deutsche - druhé housle, František Hegenbart - violoncello, Bedřich Smetana - klavír a Bohuslav Hřímalý - viola). V roce 1875 odešel do Helsinek za svým bratrem Jaromírem. Bohuslav získal místo dirigenta finské opery, později švédského divadla a operní společnosti Emmy Achteové. Rovněž byl kapelníkem vojenské hudby a věnoval se i výuce hry na klavír. Roku 1886 složil komickou operu Carevniny střevíčky.